# Mira River Provincial Park
Mira River Provincial Park är en park i Kanada.   Den ligger i provinsen Nova Scotia, i den östra delen av landet, 1 200 km öster om huvudstaden Ottawa. Mira River Provincial Park ligger 9 meter över havet. Den ligger på ön Kap Bretonön.
Terrängen runt Mira River Provincial Park är huvudsakligen platt. Mira River Provincial Park ligger nere i en dal. Runt Mira River Provincial Park är det ganska glesbefolkat, med 34 invånare per kvadratkilometer.. Närmaste större samhälle är Sydney, 15,9 km nordväst om Mira River Provincial Park. 
I omgivningarna runt Mira River Provincial Park växer i huvudsak blandskog.